# Asha
Asha er en dokumentarfilm fra 1970 instrueret af Jens Bjerre.

## Handling
I Indien lever der tre millioner spedalske, hvoraf en million er børn. Der er dog gode muligheder for helbredelse, hvis sygdommen kommer under behandling på et tidligt stadium. I samarbejdet med WHO driver Red Barnet et behandlingscenter i delstaten Orissa, og filmen viser arbejdet i og omkring dette center.